# آکیزوکی تانه‌ناگا
آکیزوکی تانه‌ناگا (به ژاپنی: 秋月 種長 Akizuki Tanenaga); ۱۷ مارس ۱۵۶۷ – ۱۹ ژوئیهٔ ۱۶۱۴) سامورایی در دوره سنگوکو و اوایل دوره ادو، اهل ژاپن بود. وی یکی از فرماندهان در تهاجم ژاپن به کره (۱۵۹۸–۱۵۹۲) بود. در نبرد سکیگاهارا در جبهه غربی همراه با ایشیدا میتسوناری جنگید.